# Маћаш Тот
Маћаш Тот (мађ. Tóth Mátyás) је био мађарско-румунски фудбалер који је играо као нападач за тимове као што су Ујпешт, Нагиваради АК, ИТА Арад или Вашаш, између осталих.

## Репрезентација
Тот III је играо на међународном нивоу у 16 утакмица за Мађарску, постигао је 6 голова и у 2 меча за Румунију, где је постигао један гол. Био је и део репрезентације Мађарске на Летњим олимпијским играма 1936. године, али није играо ни на једној утакмици.

## Достигнућа
Нађварад
- Прва лига Мађарске у фудбалу: 
  - шампион 1943/44.

УТА Арад
- Прва лига Румуније у фудбалу:
  - шампион 1946/47.